# Точиська (Люблінське воєводство)
Точиська (пол. Toczyska) — село в Польщі, у гміні Сточек-Луковський Луківського повіту Люблінського воєводства.
Населення — 340 осіб (2011).
У 1975-1998 роках село належало до Седлецького воєводства.

## Демографія
Демографічна структура станом на 31 березня 2011 року:
|          | Загалом | Допрацездатний вік | Працездатний вік | Постпрацездатний вік |
| -------- | ------- | ------------------ | ---------------- | -------------------- |
| Чоловіки | 175     | 37                 | 109              | 29                   |
| Жінки    | 165     | 32                 | 79               | 54                   |
| Разом    | 340     | 69                 | 188              | 83                   |